# Білий орел (фільм, 1928)
«Білий орел» — чорно-білий драматичний кінофільм, знятий у 1928 році режисером Яковом Протазановим за повістю Леоніда Андреєва «Губернатор», на студії «Межрабпомфільм».

## Сюжет
Дія фільму розгортається у 1905 році. Губернатор-ліберал намагається запобігти страйку у місті, але робітники відмовляються коритися, тоді він дає наказ стріляти у них і силою придушує повстання, при цьому в перестрілці гинуть діти. Губернатора нагороджують орденом «Білого Орла», але його не залишають муки совісті.

## У ролях
- Василь Качалов —  губернатор Мішель
- Анна Стен —  гувернантка губернатора
- Всеволод Мейєрхольд —  сановник
- Іван Чувелєв —  шпик-провокатор
- Андрій Петровський —  поліцмейстер
- Петро Рєпнін —  архієрей
- Олена Волконська —  губернаторша
- Михайло Жаров —  чиновник
- Юрій Васильчиков —  чиновник
- Олександр Громов —  революціонер
- Олександр Чистяков —  ув'язнений в тюрмі

## Знімальна група
- Режисер — Яків Протазанов
- Сценаристи — Олег Леонідов, Яків Урінов, Яків Протазанов
- Оператор — Петро Єрмолов
- Художник — Ісаак Рабинович